# Atrichopleura compitalis
Atrichopleura compitalis är en tvåvingeart som beskrevs av Collin 1928. Atrichopleura compitalis ingår i släktet Atrichopleura och familjen dansflugor. Inga underarter finns listade i Catalogue of Life.